# 2632 Guizhou
A 2632 Guizhou (ideiglenes jelöléssel 1980 VJ1) a Naprendszer kisbolygóövében található aszteroida. A Bíbor-hegyi Obszervatórium fedezte fel 1980. november 6-án.